# Szivacsok
A szivacsok (vagy „pórusosok” — Spongiaria vagy Porifera) az aljzathoz rögzült vízi, legtöbbször tengeri, gyakran telepes állatok törzse; az úgynevezett bazális állatcsoportok egyike. Az ismert állatok legelsőként elkülönült csoportjaként törzsük az összes többi állat (Eumetauzoa kád) testvércsoportja.
A differenciálódás első szakaszában vannak: nincsenek valódi szöveteik és szerveik; ún. álszövetes állatok több mint 8600 recens és 2200 fosszilis fajjal (Lőrinczi–Torma).

## Nevük eredete
Tudományos nevük a latin porus (pórus) és -fer (-hordó) szavak összetétele A „pórushordozók” kifejezés a testfalukat áttörő pórusokra utal (Lőrinczi–Torma).
Ebből az alakból származik a magyar „spongya” szó, amely már igen korán megtalálható írott forrásokban. Középkori jelentése: szivacstelep vázából készült, illetve egyéb lyukacsos szerkezetű, a vizet magába szívó mosdó- és törlőeszköz. A „szivacs” nyelvújításkori származékszó: a szív igéből alkották „cs” képzővel, mint a gyutacs, dugacs vagy tömecs szavakat, melyek közül csak egy-kettő maradt meg nyelvünkben. 1828-ban tűnt fel ’tengerben vagy édesvízben gyakran telepesen élő, alacsonyabb rendű állatfajta’ jelentéssel.

## Származásuk, elterjedésük
Az állatvilág törzsfáján legelőször a szivacsok különültek el a többi taxontól úgy, hogy számos ősi jellegzetességet csak ők őriztek meg napjainkig.  A soksejtű állatok testfelépítésének ezt a legkezdetlegesebb formáját álszövetes szerveződésnek nevezzük. Lényege, hogy bár a sejtek különböző típusúak, de ez a különbözőség nem végleges. A differenciálódás náluk megfordítható, azaz ha a szükség úgy hozza, az egyes típusú sejtek képesek egymásba átalakulni. Megváltozott körülmények között bármelyik sejt bármely típusú működésre képes olyannyira, hogy az egyes sejtek még önállóan is életképesek. Az egyediség határai sem merevek még: ha két azonos fajba tartozó szivacsegyedet sejtjeire rázunk szét, majd összekeverjük a sejteket, akkor azok egy új, közös egyeddé állnak össze.
Magyarországon négy szivacsfaj, illetve alfaj települt meg:
- törékeny szivacs (Eunapius fragilis),
- tavi szivacs (Spongilla lacustris),
- folyami szivacs (Ephydatia fluviatilis) és
- balatoni szivacs (Eunapius balatonensis, illetve Spongilla carteri balatonensis)]].

A Balatonban mind a négy megtalálható.

## Rendszerezésük
A törzsbe az alábbi nagyobb csoportokat sorolják:
- † Archaeocyatha
  - Mészszivacsok (Calcarea) osztálya – egyes rendszertanok önálló törzsként tartják számon
- Kovaszivacsok (Silicispongiae) – egyes rendszertanok önálló törzsként tartják számon
  - Üvegszivacsok vagy hatsugaras szivacsok osztálya (Hexactinellida)
  - Kova-szaru szivacsok osztálya (Demospongiae)
  - Homoszkleromorf szivacsok osztálya (Homoscleromorpha)

## Megjelenésük, felépítésük

Típusok: A: ascanoid B: syconoid C: leuconoid
1: gastrális üreg (spongocoel)
2: kivezető nyílás (osculum)
3: sugárcsatorna (radialis tubus)
4: ostorkamara (különálló bevezető- (prosopyle) és a kivezetőnyílás (apopyle) csatornákkal)
5: póruscső (bemeneti pórus)
6: elágazó csatorna (bevezető nyílás)
(Sárga: fedősejtek rétege, piros: galléros ostoros sejtek rétege, fehér terület: mesohyl réteg.)

Testük átlyuggatott falú bögréhez hasonló. Az oldalfal apró nyílásai a pórusok, a nagy, szabad szemmel is látható fölső nyílás a kivezető avagy szájnyílás (osculum), az üreg az űrbél; ezt csatornarendszer köti össze a test felszínén nyíló likacsokkal (a pórusokkal).
Méretük tág határok között változik a néhány milliméteresektől a két méternél is nagyobb példányokig (Lőrinczi–Torma) Nemcsak méretük, de az egyedek és telepeik alakja is változékony. Formájukat főleg az aljzat és a vízáramlás befolyásolja, ezért aszimmetrikusak. Három fő típusukat különítik el; ezekben főleg az emésztősejtek (choanociták) által elfoglalt felület különbözik:
1. Az aszkonoid alak vékony testű, egyszerű felépítésű és ősi. Egyetlen ürege az űrbél avagy gasztrális üreg (spongocöl) — ezt a típust csak egyes mészszivacsok őrizték meg.
2. A szikonoid szivacs testét csatornák törik át. Ezek megnyúlt sugárkamrákba vezetnek, és a galléros ostoros sejtek a sugárkamrák falát borítják. Ez a típus a mészszivacsokra és az ősibb üvegszivacsokra jellemző.
3. A leukonoid szivacsok felépítése a legbonyolultabb. Az ezek testét áttörő csatornák kisebb kamrákra tagolódnak, és ezekben a pici kamrákban élnek a choanociták. Ilyen a szivacsok nagy többsége.

### Testük
Izom- vagy idegszövet funkciójú sejtegyütteseik nincsenek. Testfaluk három rétegből áll. A külső sejtek főleg védenek, a belsők főleg táplálékot vesznek fel, ennek megfelelően felépítésük is kissé különbözik.
1. A külső (dermális) réteg a pinacoderma. Ennek lapos sejtjei a pinacocyták; ezek közé ékelődnek be a likacssejtek (porociták), vagyis a pórusok (ostia) egész testfalat átérő, hengerszerű, záródni és nyílni képes sejtjei — ezek engedik be a vizet a szivacsba. A dermális réteg funkciója a védelem.
2. A középső (mezohil) réteg a mezoderma. Ez viszonylag kevés sejtet tartalmaz, de azok annál változatosabbak. Kocsonyás alapállománya a réteg nevét adó mezohil. Sejtjei az amőboid őssejtek — ezek totipotens sejtek (tudományos nevük az archeocyta), amelyek két fő feladata a szaporodás és a regeneráció. A réteg másik sejttípusa az ugyancsak amőboid vázképző sejt, amelyet attól függően, hogy milyen vázelemeket termel, szklerocitának vagy spongiocitának nevezünk. Az ugyancsak amőboid vándorsejtek (amöbociták) a táplálékot szállítják.
3. A belső réteg a  choanoderma (gasztrális réteg); ebben a choanciták, fagocitákhozn hasonló, emésztésre specializált galléros ostoros sejtek (Lőrinczi–Torma). A vizet is ezek áramoltatják a testen át.

### Kültakarójuk
Vázuk tűszerű kristályokból áll. Ezek anyaga lehet szervetlen (mész vagy kova) vagy szerves (spongin), sőt, állhat vegyesen kova- és spongintűkből is — a spongin a szaruhoz hasonló, jódot tartalmazó fehérje.
Nemcsak a vázelemek anyaga fontos rendszertani bélyeg, de a tűk szimmetriaviszonyai is azok. Ezen az alapon megkülönböztetik az egytengelyű (monaxon), azaz egy- (monactin) vagy kétsugaras (diactin), háromtengelyű (triaxon), azaz három- (triactin) vagy hatsugaras (hexactin), négytengelyű (tetraxon), azaz négysugaras (tetractin), soktengelyű (polyaxon) stb. váztűket. A tűkön belül rendszerint két mérettartomány különíthető el: a nagy tűket makro-, a kicsiket mikroszkleráknak hívják (Lőrinczi–Torma).
A tengerekben élő mosdószivacs a szaruszivacsok közé tartozik. A mosakodáshoz alkalmas szivacsot úgy állítják elő, hogy a telepet kiveszik a vízből, néhány óra elteltével elpusztul, akkor tapossák, nyomkodják, majd mossák, hogy csak a vázanyag maradjon meg, ezután szárítják, fehérítik, fertőtlenítik, és így hozzák forgalomba.
A váz lehet mész, kova vagy spongin váz. (A sclerocita hozza létre a mésztűket.)

## Életmódjuk, élőhelyük
A kifejlett szivacsok helytülő (szesszilis) és szűrögető életet élnek, tehát nem ők mennek a táplálék után, hanem átáramoltatják magukon a vizet, és kiszűrik belőle a szerves törmeléket és az apró élőlényeket. Ebből adódóan valamennyi fajuk vízben él; nagy többségük tengerekben. Az édesvízi szivacsok (Spongillida) a kova–szaru szivacsok (Demospongiae) osztályában a Heteroscleromorpha alosztály egyik rendje hat recens és egy kihalt családdal. A víz és szerves törmelékek a pórusokon vagy a csatornákon jutnak űrbelükbe, majd a kivezető nyíláson a külvilágba. Néhány faj másodlagosan ragadozóvá fejlődött (Lőrinczi–Torma).
Ritkán magányosak, többnyire telepekben élnek. Magyarországon a balatoni szivacs és az elágazó telepű tavi szivacs a nádszárak víz alatti részén képez szürkés, iszapszerű bevonatot. A telepen látható kisebb-nagyobb lyukak a vízkivezető nyílások.
Testfaluk szilárd (mész-, kova- vagy spongin-) vázát a vázképző sejtek termelik.
Lárváik galléros ostoros sejtek, amelyek kis kolóniákban aktívan úsznak a vízben.

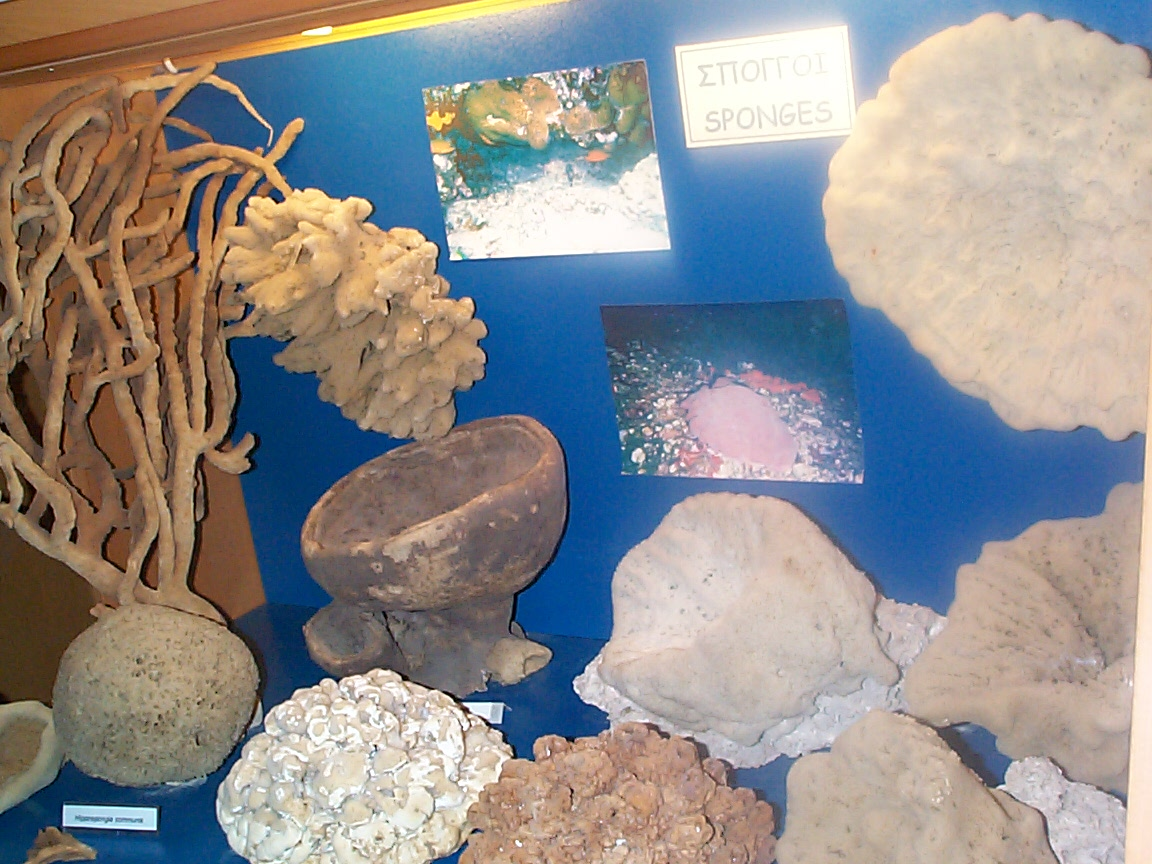
Szivacsok Rodoszon

### Táplálkozásuk
Többnyire bomló, korhadó anyagokat szűrnek ki a vízből, és ezzel nagy szerepet játszanak a vizek tisztításában. A táplálékot a belső réteg galléros ostoros sejtjei egyenként, ostoruk mozgatásával terelik be a gallérnál található sejtszájhoz, ahol felveszik a sejtbe, és a lizoszómákban kezdik emészteni.  A félig emésztett táplálékot a külső réteg felé ürítik. A táplálék egyenletes szétosztásáról a két sejtréteg között amőboid mozgással haladó vándorsejtek gondoskodnak. A külső sejtréteg sejtjei a vándorsejtekből kiürített anyaggal táplálkoznak.

### Légzésük
A szivacsok minden sejtje egyénileg, diffúzióval lélegzik, akárcsak az egysejtűek.

### Anyagszállításuk
A szivacsoknak nincs keringési rendszere; a táplálékot a vándorsejtek osztják el. Ha az egyed belső sejtjei az egyik oldalon több táplálékhoz jutnak, mint a másik oldalon, akkor a vándorsejtek az egyik oldali belső sejtréteg által ürített táplálékot a másik oldalra is átszállítják.

### Kiválasztásuk
A szivacsok minden sejtje külön-külön választja ki a bomlástermékét környezetébe vagy az exicitózissal űrbélbe, ahová ezeket az amőboid vándorsejtek szállítják. Az űrbélbe jutott anyagot a kivezető nyíláson hajtják ki.

### Szaporodásuk

#### Ivaros szaporodás
Az egyed külső sejtrétegében legömbölyödött petesejtek és ostorral mozgó hímivarsejtek egyaránt képződnek, vagyis a szivacsok hímnősek; úgynevezett proterandrikus hermafroditák. Nincsenek külön ivarsejtjeik, hanem az archeociták alakulnak hím vagy női ivarsejtekké. Az ivarsejteket a telep vízbe üríti, és a hímivarsejtek kémiai ingerek hatására találják meg a petesejteket úgy, hogy az önnemzés nagyon ritka. A keletkező lárva egy ideig úszik, majd megtelepszik és új, helytülő szivaccsá fejlődik.

#### Ivartalan szaporodás
Az édesvízi és a parti (litorális) zónában élő szivacsok a kedvezőtlen időszak (tél, száraz időszak) átvészelésére speciális kitartóképleteket, úgynevezett gyöngysarjakat (gemmulae) hoznak létre; ez a folyamat a gemmuláció. A kedvezőtlen körülmények beköszöntekor a mezohil réteg őssejtjei kis csoportokba állnak össze, és ezeket kettős falú, beágyazódó váztűket tartalmazó spongin tok veszi körül. Maga a szivacstest elhal és szétesik, az őssejtek azonban a spongin tok védelmében túlélik a viszontagságokat. A kedvezőtlen időszak elmúltával az őssejtek egy kivezető nyíláson (micropyle) hagyják el a tokot, majd osztódnak és a szükséges sejttípusokká differenciálódnak, így alakítják ki az új szivacstestet (Lőrinczi–Torma). Édesvízi szivacsoknál ez évente ismétlődik, mert a telep ősszel elhal, és a telet csak a túlélő képletek vészelik át.

## Felhasználásuk

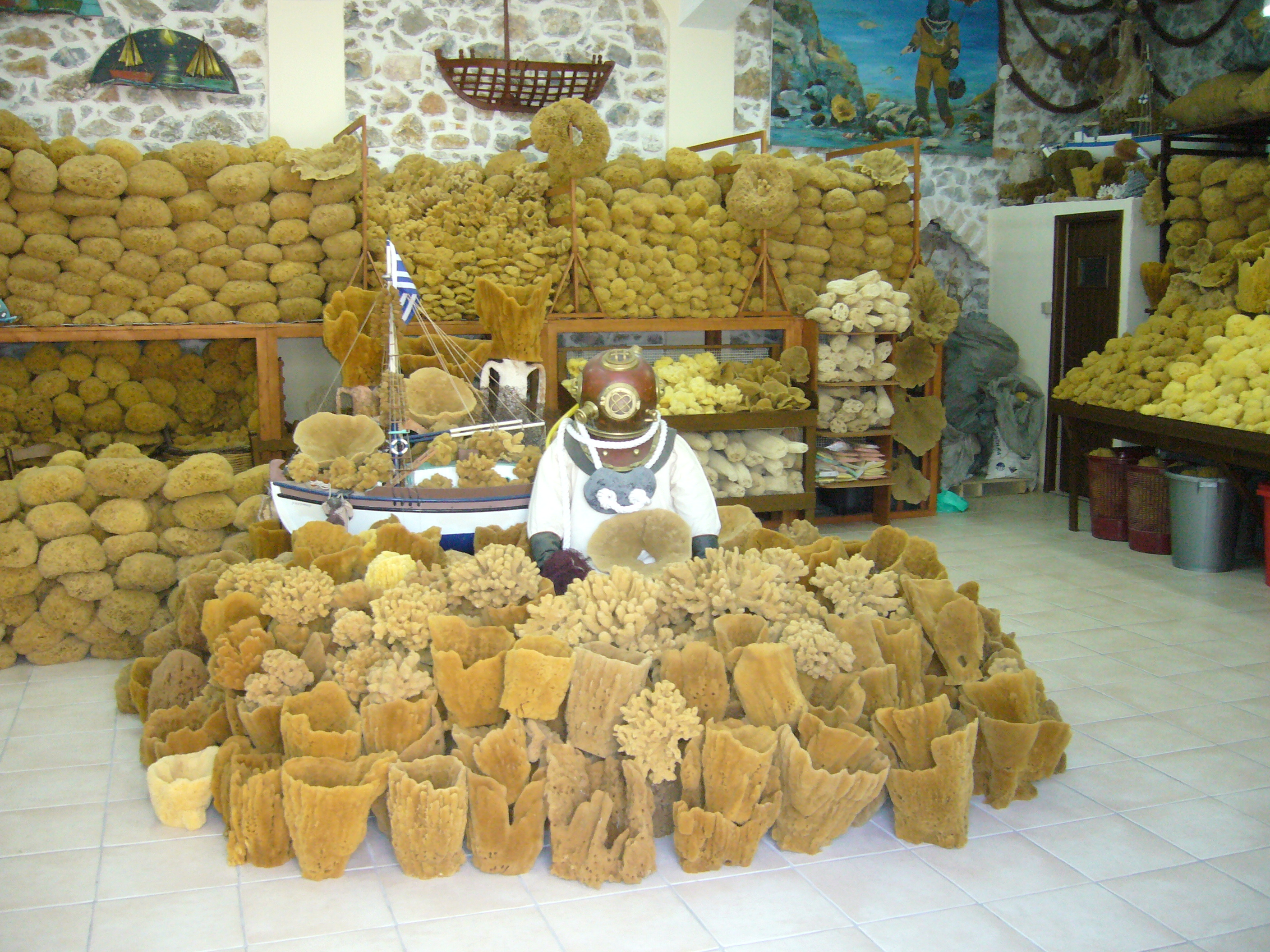
Szivacsüzlet Görögországban

Közhasználati cikként a Spongia (régebben: Euspongia) és Hippospongia nemek tisztított szaruvázai már az ókortól használatosak. Ezek begyűjtésére a Földközi-tenger keleti medencéjében külön szakma alakult ki, a szivacshalászat. A szivacsokat főleg tavasszal gyűjtik, amikor a tenger csendes, az ég tiszta és ezért a vízben a telepek jól látszanak. A szivacshalászok vagy a víz alá bukva gyűjtik össze a telepeket, vagy hosszú villás rudakkal kotorják ki őket. Ezután megszabadítják a vázakat az élő anyagtól és a tisztátalanságoktól (homok, kagylók stb.). E célból vízben többször kimossák, kisajtolják, forró szódaoldattal, majd (a mész feloldására) hígított sósavval mossák, végül nátrium-tioszulfátból és sósavból készült oldatban fehérítik (a klórral fehérített szivacs porlik, ezért hasznavehetetlen). Tisztítás és fehérítés után körülmetélik, hogy szebb alakúak legyenek, és színük, finomságuk szerint osztályozzák őket. A legfinomabb és legkeresettebb szivacs a levantei vagy szíriai, amely Szíriából, Kis-Ázsiából és a Földközi-tengerből származik. Ennek váza tömött, sűrű, rugalmas és finom; színe sárgásfehér vagy világosbarna; pórusai kicsinyek. Szími partjai mentén is tömegesen éltek ilyen szivacsok, amíg a 20. század elején a szivacsvész véget nem vetett a szigetet híressé tevő szivacshalászatnak. Keményebb vázú és barnás vagy sárgásbarna, sok pórusú a görög vagy zimocca szivacs, amit a Görög-félszigetről, Kisázsia és Észak-Afrika partvidékéről exportálnak. A Hippospongia-fajokból készítik a durva vázú, nagylyukú, barna lószivacsot, amelyet lovak és istállók, padlók és egyéb durva felületek tisztítására, táblatörlésre stb. használnak. A velencei szivacsnak sok kis lyuka van. Az antillai vagy selyemszivacs éppen oly finom, mint a levantei, de lazább és ezért kevésbé tartós. A bahamai szivacs oszlop alakú.
Radvánszky Béla: Magyar családélet és háztartás a XVI. és XVII. században című könyvéből megtudhatjuk, hogy a fürdőszivacsot (spongyát) már régebben is ismerték.
Rimay János, a magyar késő reneszánsz líra egyik legnagyobb alakja, Balassi Bálint pajtása az 1600-as évek első negyedében többször megjárta követségben Konstantinápolyt, ahol egyebek közt spongyát is vásárolt. A spondia szó felbukkan Thurzó György levelezésében is (neki 1602-ben már saját fürdője volt). Az 1600-as évek vége felé a hédervári várban Thököly Imre is használt fürdőszivacsot.
A mosdószivacs (Spongia officinalis) porított vázával annak jódtartalma miatt régen a pajzsmirigy-megnagyobbodást (golyva, strúma) kezelték. Orvosi célokra a préselt vagy sajtolt szivacs (Spongia pressa) használatos. A magyar gyógyszerkönyvben is szerepel. Gyógycélokra csak a legfinomabb likacsú fajtát használják; az Amerikából hozott, durván likacsos lószivacsból szivacsszenet (Carbospongiae) állítanak elő. A préselt szivacsot leginkább a sebészetben és a nőgyógyászatban alkalmazzák; mivel sok nedvességet felszívva erősen felduzzad, igen alkalmas természetes és kóros csatornajáratok (méhnyak stb.) mechanikus tágítására, hüvelyi fogamzásgátlásra. Hasonlóan alkalmazzák a viasszal impregnált szivacsot (Spongia cerata), amit hagyományosan pálcika alakba vagdalva forgalmaznak. Többféle szivacsból antivirális, antibakteriális, antifungális, ill. antitumorális hatású vegyületeket nyernek ki.
Egyes fajok (Chondrosia spp.) ehetőek (Bakonyi et al.).